# Iglesia de Nuestra Señora de la Encarnación (Vera)
La iglesia de Nuestra Señora de la Encarnación está situada en la localidad de Vera, Almería. Es una iglesia fortaleza construida en el siglo XVI .

## Reseña histórica
Surgió como consecuencia de la destrucción de la antigua ciudad musulmana en el terremoto de 1518, cuando el rey Carlos I de España, tras este acontecimiento, pidió que se informase sobre la conveniencia de reedificar la ciudad y la fortaleza de Vera. Dicho informe consideraba muy conveniente y necesario por la defensa de la tierra la construcción de una ciudad de nueva planta, con muralla, torreones y «en el centro un templo parroquial, de planta rectangular y traza de fortaleza, con sendas torres en las esquinas». Siguiendo este planteamiento, en el año 1521 se inicia su construcción por alarifes moriscos bajo la dirección de Francisco Capilla.
El templo, por tanto, responde al planteamiento de iglesia fortaleza que ayude a la defensa de la población, tan cercana al mar y que tan continuamente se verá abatida por el ataque de piratas.
El aspecto de fortaleza es muy acusado, presenta al exterior toda la imagen de un castillo fuertemente defendido, con sus torreones en los ángulos, y sus muros altos y macizos. Los huecos serán verdaderas saeteras, y la decoración extraordinariamente sobria, careciendo de portadas o cualquier otro elemento que pudiera hacer el templo más vulnerable.

## Descripción
Se trata de un templo aislado, de una sola nave rectangular dividida interiormente en cinco tramos por pilares de fuerte resalte, en cuyos ángulos se sitúan potentes torres de planta cuadrada. Los muros son de gran grosor y, prácticamente, ciegos. Los pequeños huecos originales se abren a considerable altura y son verdaderas saeteras con carácter defensivo.

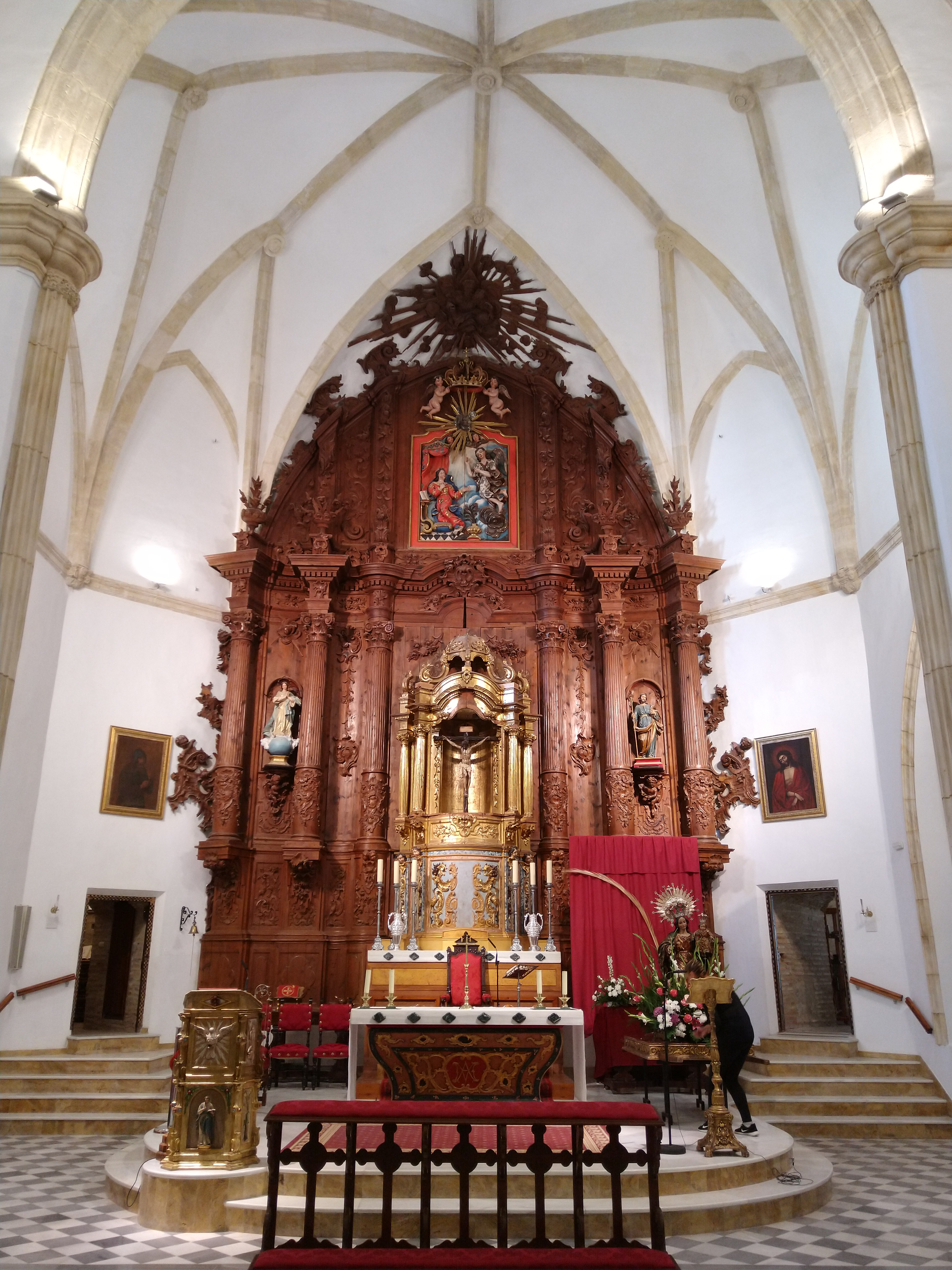
Retablo Mayor

Las entradas, protegidas por la altura de su rasante, más elevada que la general de los terrenos que rodean el templo, son dos y se sitúan en el lateral norte, la principal, y otra secundaria, a los pies. Las portadas son simples huecos recortados sobre el muro, con un arco de descarga sobre el dintel. Lo más destacado de la fachada lateral, en cuanto a decoración, lo constituye una moldura que recorre la parte superior y un grupo de tres escudos, al parecer correspondientes al papa Adriano VI, al rey Carlos I de España y al obispo Diego Fernández de Villalán, éste es el único que se conserva en la actualidad.
Por lo que respecta al interior, queda organizado en una sola nave en cuyos muros se disponen columnillas muy delgadas que recorren la parte frontal de los pilares para terminar en una moldura. Las bóvedas son de crucería cuatripartitas y, en el presbiterio, de terceletes. A los pies del templo se coloca el coro, que descansa sobre una bóveda de lunetos. Los materiales empleados en la construcción son el ladrillo y cajones de mampostería, intercalando en algunos puntos, especialmente en las partes altas y en las torres, paños de sillares o sillarejos.
Su condición de iglesia fortaleza favoreció la creación de un acuífero bajo el suelo que permitía suministrar de agua a los refugiados en caso de ataque o asalto. No existe por tanto, ningún cementerio propio de la época.
Presenta grandes obras artísticas de gran calidad y antigüedad, en que destaca:
Cristo de la Misericordia: de gran devoción en el pueblo, obra anónima fechable en el siglo XVII, y perteneciente a la hermandad de san juan que procesiona en la Semana Santa.
Virgen del Rosario: procedente del antiguo convento de los mínimos, siendo una talla atribuida a Diego de Mora, de finales del siglo XVII o principios del siglo XVIII.
Retablo Mayor : obra del siglo XVII, en la que destaca el relieve de la Anunciación, así como dos tallas diocechescas de un San José y una Inmaculada.

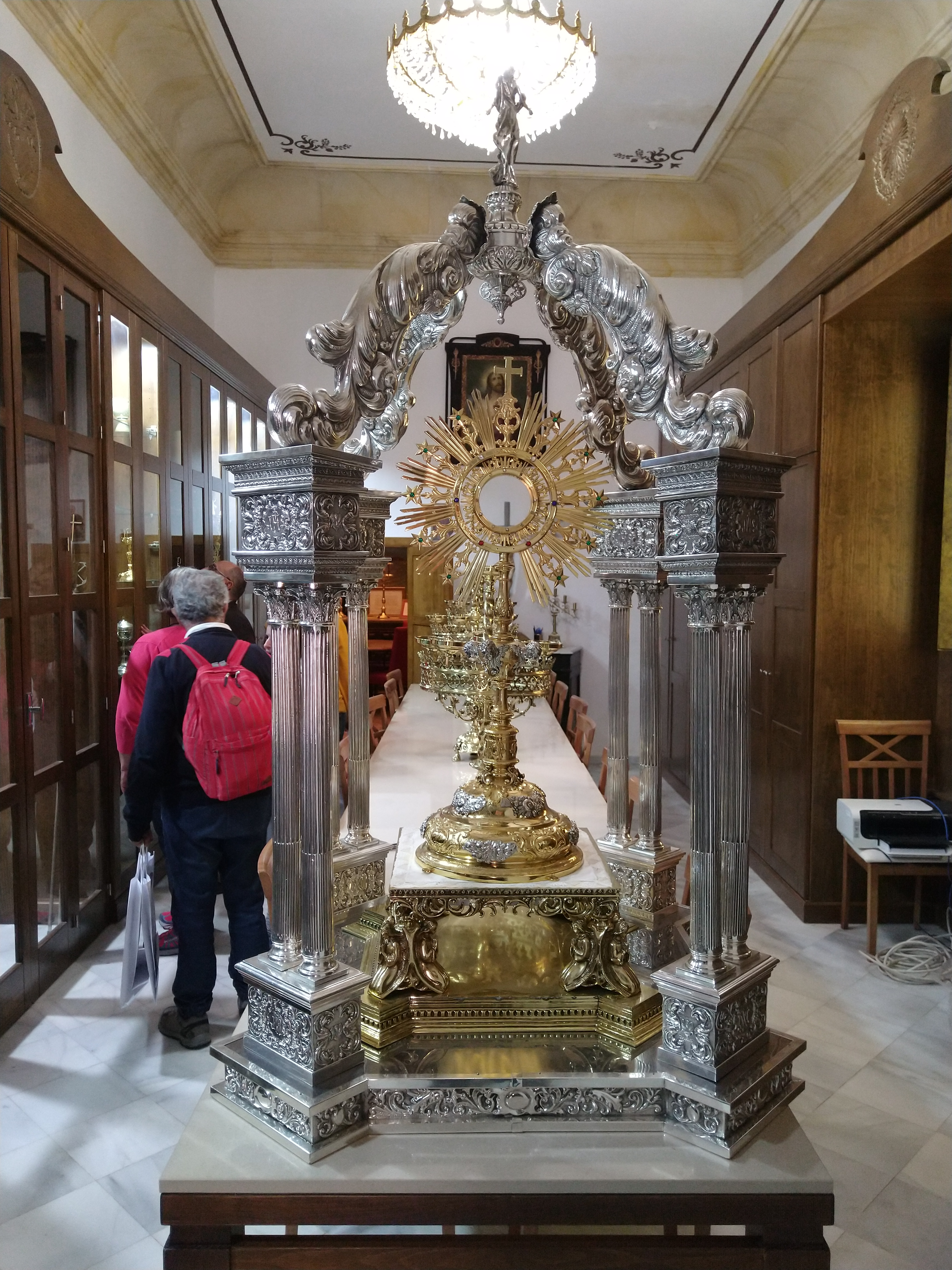

## Fuente
- Este artículo incluye contenido derivado de una disposición relativa al proceso de protección, incoación o declaración de un bien cultural o natural publicada en el BOE n.º 150 el 23 de junio de 2000 (texto), el cual está libre de restricciones conocidas en virtud del derecho de autor de conformidad con lo dispuesto en el artículo 13 de la Ley de Propiedad Intelectual española.